# Eilicrinia aestiva
Eilicrinia aestiva là một loài bướm đêm trong họ Geometridae.